# Lodovico Piccinni
Lodovico Piccinni, född 1766, död 1827, var en italiensk sångare och tonsättare verksam i Sverige. 
Han var son till tonsättaren Niccolò Piccinni. Han var första sångmästare vid Operan i Stockholm 1796-1802. 
Bland hans kompositioner fanns L'Amante statue (1793).

## Musikverk

### Opera och skådespel
- Utökad musik till Det farliga förtroendet. Uppförd maj 1798.[1]
- Le tuteur med libretto av Florent Carton Dancourt.[2]
- Le somnambule, komisk opera i två akter. Uppfördes 4 gånger mellan 1801 och 1802.[1]
- Ouvertyr i D-dur till parodin Ifigenia på Tauris.[1]

### Orkester
- Prolog till Gustav IV Adolf tillträde till regeringen, den 1 november 1796.[1]